# Сеанс (информатика)
Сеанс (от фр. séance — заседание, дословно — «присест»), сессия — в информационных технологиях — период работы учётной записи пользователя между авторизацией и её завершением.
В информационных системах сеанс представляет собой запись факта авторизации пользователя и, в некоторых системах, запись времени автоматического завершения работы. Второе можно наблюдать в сеансах в Интернете, где используется аутентификация по cookies.